# Mohamad Ghaddar
Mohamad Ghaddar (arabisch محمد غدار, DMG Muḥammad Ġaddār; * 1. Januar 1984) ist ein ehemaliger libanesischerehemaliger Fußballspieler.

## Karriere
Seit Beginn seiner Profikarriere spielt Ghaddar für den Al Nejmeh in der libanesischen Premier League. In der Saison 2006/07 entwickelte er sich zum erfolgreichen Stürmer und erzielte in dieser Saison 25 Tore. 2010 wechselte er zu Al-Shabab in die bahrainische Liga, es folgte dann ein Wechsel zu Al-Dschaisch nach Syrien. Seit 2011 spielt er für Kelantan FA in der Malaysia Super League.
Von 2005 bis 2017 spielt Ghaddar im libanesischen Nationalteam; hier konnte er 18 Tore in 40 Spielen erzielen.

## Erfolge
Nejmeh Club
- Libanesische Premier League (5): 1999/2000, 2001/02, 2003/04, 2004/05, 2008/09
- Libanesischer Fußball-Supercup (4): 2000, 2002, 2004, 2009
- Libanesischer Elite Cup (5): 2001, 2002, 2003, 2004, 2005

Kelantan FA
- Malaysia Super League (1): 2012
- Malaysia FA Cup (2): 2012, 2013
- Malaysia Cup (1): 2012

Johor Darul Ta’zim FC
- Malaysia Super League (1): 2017
- Malaysia Cup (1): 2017

Auszeichnungen
- Torschützenkönig der Malaysia Super League (1): 2017